# Crox Acuña
Crox Ernesto Acuña Rodríguez (Maracay, 23 de junio de 1990) es un nadador venezolano de estilo libre quien fue campeón de Centroamérica y del Caribe en Mayagüez 2010 y suramericano en Medellín 2010.

## Trayectoria
La trayectoria deportiva de Crox Acuña se identifica por su participación en los siguientes eventos nacionales e internacionales:

### Juegos Centroamericanos y del Caribe
Fue reconocido su triunfo de ser el tercer nadador con el mayor número de medallas de la selección de  Venezuela 
en los juegos de Mayagüez 2010.

#### Juegos Centroamericanos y del Caribe de Mayagüez 2010
Su desempeño en la vigésima primera edición de los juegos, se identificó por ser el noveno nadador con el mayor número de medallas entre todos los participantes del evento, con un total de 3 medallas:

### Juegos Suramericanos
Fue reconocido su triunfo de ser el segundo deportista con el mayor número de medallas de la selección de  Venezuela en los juegos de Medellín 2010.

#### Juegos Suramericanos de Medellín 2010
Su desempeño en la novena edición de los juegos, se identificó por ser el décimo séptimo deportista con el mayor número de medallas entre todos los participantes del evento, con un total de 5 medallas: